# Nassaji Mazandaran Football Club

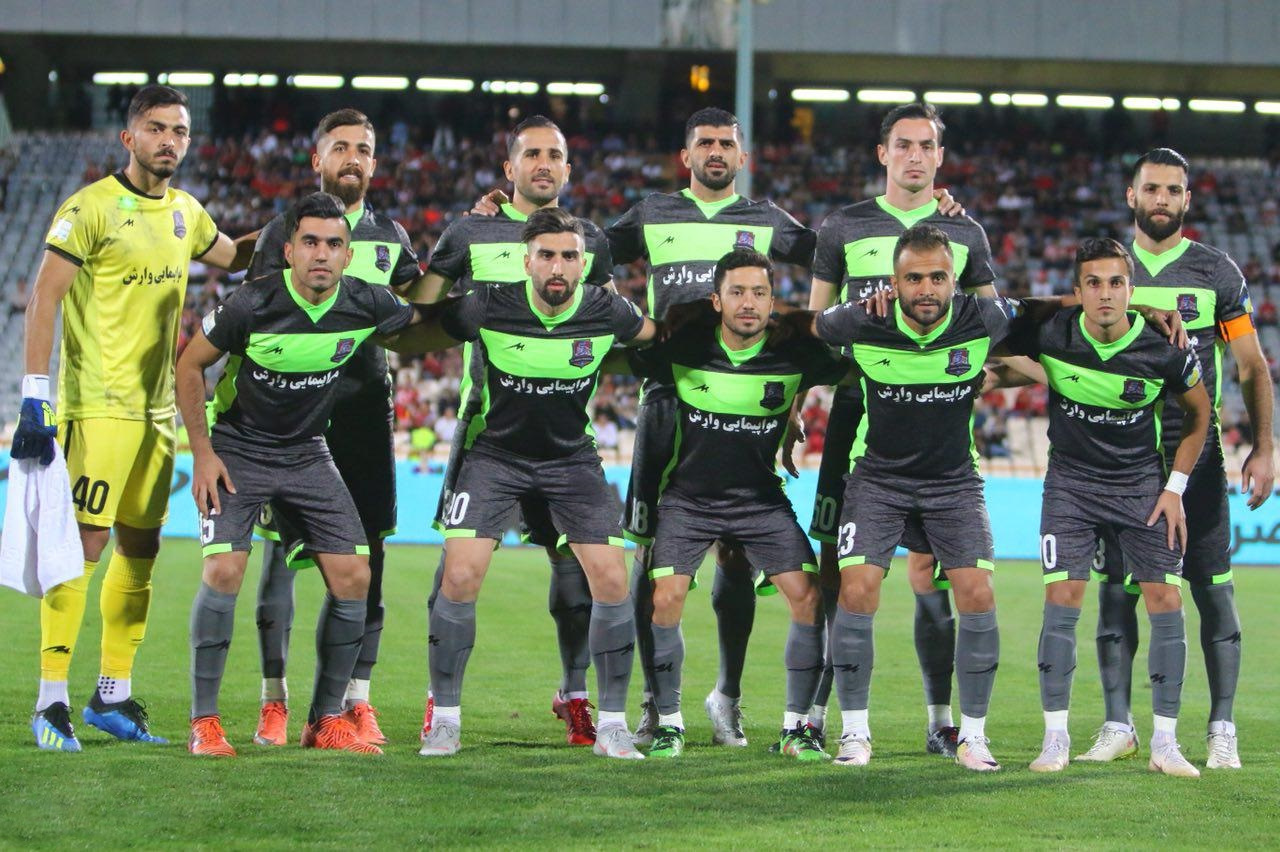
Una formazione del Nassaji nel campionato di massima serie 2018-2019.

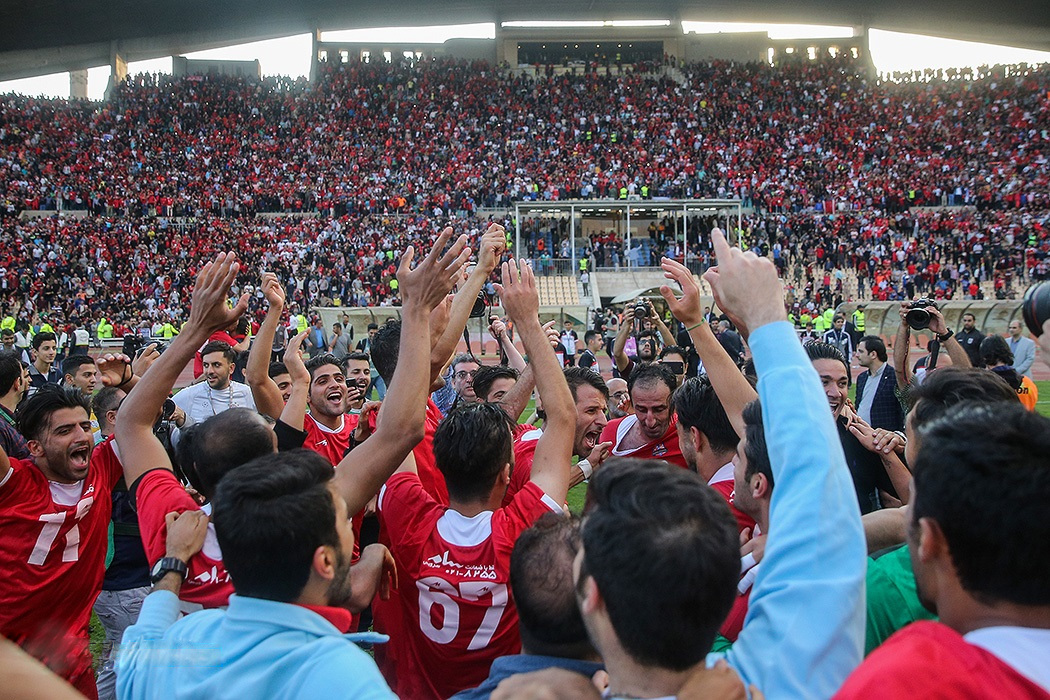
Tifosi del Nassaji

Il Nassaji Mazandaran Football Club (in persiano باشگاه فوتبال نساجی مازندران‎, "club calcistico del tessile del Mazandaran"), noto come Nassaji Mazandaran, è una società calcistica iraniana di Qaemshahr, nella provincia del Mazandaran. Milita nella Lega professionistica del Golfo persico, la massima divisione del campionato iraniano di calcio.
Fondato nel 1959, è uno dei più antichi club calcistici dell'Iran settentrionale.
Disputa le partite casalinghe allo stadio Vatani di Qaemshahr, dotato di 15 000 posti a sedere.

## Storia
Il Nassaji Mazandaran Football Club fu fondato nel 1959 a Qaemshahr dalla Nassaji Mazandaran Company ("compagnia tessile del Mazandaran"). Nel 1988 partecipò alla Coppa Qods e nel 1991 prese parte al campionato di massima serie, allora denominato Lega Azadegan, rimanendo una squadra di vertice della divisione di vertice del calcio iraniano sino al 1995.
Retrocesso in seconda serie, vi militò sino al 2004, quando retrocesse in terza serie, ma fu promosso nuovamente in seconda serie al termine della stagione 2005-2006, grazie al secondo posto in classifica. Nel 2013-2014 la squadra sfiorò il ritorno in massima serie, giungendo terza nel campionato cadetto e perdendo i play-off.  Nel 2014-2015 ci fu un altro terzo posto, a due punti da una posizione utile per i play-off. Il ritorno in massima serie, atteso 23 anni, fu centrato nel 2017-2018, grazie al secondo posto in Lega Azadegan.

## Organico

### Rosa 2024-2025
Aggiornata al 21 dicembre 2024.
| N. |                  | Ruolo | Calciatore                |
| -- | ---------------- | ----- | ------------------------- |
| 1  | Iran (bandiera)  | P     | Mehrdad Tahmasebi         |
| 2  | Iran (bandiera)  | D     | Ehsan Ghahari U23         |
| 3  | Iran (bandiera)  | D     | Saeid Gholamalibeygi U25  |
| 4  | Iran (bandiera)  | D     | Mojtaba Bijan             |
| 5  | Iran (bandiera)  | D     | Mojtaba Mamashli          |
| 6  | Iran (bandiera)  | C     | Roozbeh Shahalidoost      |
| 7  | Iran (bandiera)  | C     | Milad Kamandani           |
| 8  | Iran (bandiera)  | C     | Ayoub Kalantari           |
| 9  | Sudan (bandiera) | A     | Mo Eisa                   |
| 10 | Iran (bandiera)  | C     | Hossein Zamehran          |
| 11 | Iran (bandiera)  | A     | Mehrdad Bayrami           |
| 12 | Iran (bandiera)  | P     | Hossein Khatir U21        |
| 14 | Iran (bandiera)  | C     | Amir Hossein Mousazadeh   |
| 16 | Iran (bandiera)  | D     | Arman Ghasemi             |
| 17 | Iran (bandiera)  | C     | Mostafa Norouzi           |
| 18 | Iran (bandiera)  | D     | Hamed Shiri (capitano)    |
| 19 | Iran (bandiera)  | D     | Amir Hossein Esmaeilzadeh |

| N. |                 | Ruolo | Calciatore                    |
| -- | --------------- | ----- | ----------------------------- |
| 20 | Iran (bandiera) | A     | Karim Eslami                  |
| 23 | Iran (bandiera) | C     | Mohammad Hossein Babagoli U25 |
| 24 | Iran (bandiera) | C     | Ali Davaran U21               |
| 40 | Iran (bandiera) | D     | Hassan Najafi                 |
| 43 | Iran (bandiera) | D     | Amir Mehdi Janmaleki U23      |
| 44 | Iran (bandiera) | P     | Nima Mirzazad U25             |
| 50 | Iran (bandiera) | C     | Amir Hossein Hajian U21       |
| 55 | Iran (bandiera) | D     | Behzad Davoodi                |
| 66 | Iran (bandiera) | A     | Mohammad Sarfaraz             |
| 68 | Iran (bandiera) | C     | Shahin Majidi                 |
| 69 | Iran (bandiera) | C     | Mohammad Ghorbani             |
| 71 | Iran (bandiera) | C     | Mahmoud Ghaed Rahmati         |
| 79 | Iran (bandiera) | C     | Ali Reza Amirkhani U23        |
| 80 | Iran (bandiera) | C     | Amir Hossein Yahyazadeh U25   |
| 82 | Iran (bandiera) | C     | Farjam Jamal U19              |
| 90 | Iran (bandiera) | A     | Javad Aghaeipour              |
| 99 | Iran (bandiera) | C     | Erfan Golmohammadi U25        |

## Palmarès

### Competizioni nazionali
- Coppa d'Iran: 1

2021-2022

### Altri piazzamenti
- Supercoppa d'Iran:

Finalista: 2022
- Campionato iraniano di seconda divisione:

Secondo posto: 2017-2018
- Campionato iraniano di terza divisione:

Secondo posto: 2005-2006